# سرزمین مک. رابرتسون

سرزمین مک. رابرتسون (قرمز) در قلمرو جنوبگان استرالیا.

سرزمین مک. رابرتسون (انگلیسی: Mac. Robertson Land) بخشی از جنوبگان است که در جنوب سواحل خلیج ویلیام اسکورزبی و دماغه دارنلی و در مختصات جغرافیایی ۷۰°۰۰′ جنوبی ۶۵°۰۰′ شرقی / ۷۰٫۰۰۰°جنوبی ۶۵٫۰۰۰°شرقی قرار دارد. کوه‌های پرنس چارلز در شرق این سرزمین قرار دارد. سرزمین مک. رابرتسون به نام سفر پژوهشی جنوبگان نیوزیلند و استرالیای بریتانیا (۱۹۲۹–۱۹۳۱) به فرماندهی داگلاس ماوسون و به نام مکفرسون رابرتسون که از اهالی ملبورن و حامی مالی این سفر کاوشگری بود، نام‌گذاری شد.
از سال ۱۹۶۵ به بعد، اعضای سفرهای کاوشگری جنوبگان شوروی (SAE) شروع به انجام مطالعات میدانی زمین‌شناسی کوه‌های پرنس چارلز کرده و در نهایت پایگاهی به نام ایستگاه سایوز در ساحل شرقی دریاچه بیور واقع در شمال کوه‌های پرنس چارلز برپا کردند.